# Røros Kobberverk
Røros Kobberverk blev officielt startet i 1644. Værket var fra starten af et anpartsselskab forbeholdt borgere i Trondhjem fram til 1910 , da det blev omdannet til aktieselskab. Værket følte stærkt nedgangen i verdensmarkedet efter 1. verdenskrig og stod stille i omkring fem år i 1920'erne. Fra midten af 1930-erne var værket så godt som statsejet. Smeltehytten blev nedlagt efter en brand i 1953. Kobberværket gik konkurs, og driften ophørte ved årsskiftet 1977/78, 333 år efter etableringen.

## Geologi
Området tilhører Trondheimsfeltet og består af kambosilurske sedimentære bjergarter, som er stærkt omdannede ved metamorfose ved den kaledonske bjergkædefolding. Under bjergkædefoldingen blev det dannet flere glidedækninger og synklinaler. Røros tilhører Meråker-dækket.
Foruden kambrosilurske skifre som fyllit findes vulkanske dybbjergarter og intrusiver. Metalforekomstene er dannede ved reaktion mellem vulkanske og omkringliggende bjergarter.

## Starten
Røros Kobberverk startede i en tid, hvor aktiviteten i bjergværksindustrien var høj. Krigene, som hærgede kontinentet, gjorde, at ædle metaller måtte skaffes til veje for at finansiere disse. Christian 4. udsendte et skrift i foråret 1644, hvori han udlovede belønning til dem, som fandt forekomster af metaller, men også hårde straffe til dem, som ikke anmeldte forekomster. Det besynderlige for Røros' vedkommende var, at det var denne sommer/høst, at forekomsterne kom frem i offentligheden. Faktum er, at det i militære dokumenter fra 1632 nævnes et kompagni soldater i Herjedalen, som da var norsk, som blev opfordret til at søge arbejde ved de "rørosiske gruber" efter endt tjeneste. Men den officielle start skete ved Mutingsbrevet af 28. august 1644.
I 1630-erne var et af de største fund av kobber gjort i bygden Kvikne i Tynset kommune. Dette gav grundlag for Kvikne Kobberverk, som blev et af landets største i 1600-tallet. De første personer, man læser om ved værket på Røros, kom netop fra Kvikne, blandt andre den første direktør, Lorents Lossius. Han fik med sig sin svigerfar, præsten i Meldalen Anders Olsen Bruse, og sognepræsten på Tynset Hans Lauritzen og startede det første anpartsselskab med ansvar for driften af Røros Verk.
Den første tid gik det dårligt. Det var dårlige forekomster i den mine, som var i drift. Denne bar for øvrigt navnet "Freyes Glück", i dag Lossiusgruva i Rauhåmmåren. Ifølge Peder Hiort skal minen kun have været i drift i nogen måneder, men det er der senere rejst tvivl om. Starten kom for alvor ved fundet af Storwartz-feltet, og minen, som i dag er kendt som Gamle Storwartz, "Auf die Fortuna". Denne gav stort nok udbytte til, at selskabet var mere eller mindre sikret.
Olavsgruva var værkets næstsidste mine og blev drevet i perioden 1936 - 1972. Olavsgruva er den eneste Rørosmine som det fortsat er mulig at besøge ved guidet omvisning.

## Privilegieområdet Circumferensen
I 1646 skrev kong Christian 4. et privilegiebrev til Røros kobberverk, som gav denne eneret på mineraler, skov og vandløb inden for et område afgrenset af en cirkel med radius på fire gamle norske mil med center i Røros smeltehytte, omkring 45 km i dag. Dette privilegieområdet blev benævnt circumferensen. I dette område kunne bønderne blive pålagt, "mod enkel betaling", at sælge deres produkter og varer til kobberværket og udføre transportarbejde for kobberværket. Privilegierne til kobberværket betød også indtægter for bønderne i distriktet. I hele regionen, også uden for circumferensen, havde gårdene indtægter fra både transportarbejde og kul- og vedproduktion til kobberværket.

## Rigsgrænsen mod Sverige
Da de norske landskaber Jemtland og Herjedalen, samt bygderne Idre og Særna blev afståede til Sverige i 1645, blev Røros grænsebygd. Og da hele Trondhjems len måtte blev afstået i 1658, blev Røros svensk, men allerede i 1660 blev Røros sammen med resten af lenet tilbageført til Danmark-Norge. Rigsgrænsen mod Sverige blev derimod ikke nøjagtigt fastlagt før grænsetraktaten af 1751. Den svenske holdning var, at rigsgrænsen skulle dele Femunden på langs, med hele østre bred beliggende i Sverige. Fra norsk side blev der blandt andet argumenteret for, at Kobberværket med Femundshytten behøvede store områder for hugst af trævirke, og at grænsen måtte trækkes længere mod øst. Således blev det, og Femundsmarka og de vestre dele af Sylane tilfaldt Norge, et areal på ca 1350 km2.

## Miner
Minerne kan fordeles i ulige geografiske minefelter med angivelse af vigtigste driftsår.
- Storwartsfeltet:
  - Christian Quintus: 1691-1770, forsøgsdrift 1900-1905, NGU-ID 1640-047.
  - Gamle Storwartz: 1645-97, NGU-ID 1640-045.
  - Gamle Solskinn: 1673-1730, 1870-89, 1905-17, NGU-ID 1640-079.
  - Hestkletten: 1659-1756, forsøgsdrift sammen med Quintus 1900-1905, NGU-ID 1640-048.
  - Myrgruven: 1694, sammen med Quintus får år etter.
  - Nyberget: 1650-1717, sammen med Nye Solskinn 1861-90.
  - Nye Storwartz: 1708-1919, ca. 1927-46, NGU-ID 1640-046.
  - Nye Solskinn: 1854, 1861-90, NGU-ID 1640-078.
  - Olavsgruva (Kronprins Olav gruve): 1937-72, NGU-ID 1640-065.

- Nordgruvefeltet:
  - Arvedalsgruven: 1657-1714, som del av Kongens fra 1886.
  - Christianus Sextus: 1723-66, 1891-1919, 1927-34, 1937-40.
  - Fjellsjø gruve: forsøgsdrift 1953-56.
  - Kongens gruve: 1735-1819, 1849-1920, 1924-39.
  - Lergruvbakken gruve: 1973-77.
  - Muggruven: ca. 1769-1919.
  - Rødalen gruve: 1932-40, 1941-45.

- Feragen: Område bestående af flere mindre kromgruver:
  - Leikgruven skjerp, NGU-ID 1640-034.
  - Lergruven skjerp, NGU-ID 1640-033.
  - Skardgruven: 1938-39 (Engzeli Kromgrube), NGU-ID 1640-032.

- Andre miner i Røros:
  - Clausberget: 1652-93.
  - Klinkenberg: 1668-1892.
  - Lossiusgruven (Freyes Glück): Kobberværkets første mine, drevet kun nogen få måneder 1644-45. NGU-ID 1640-027.
  - Slettmo: forsøgsdrift 1902-05, 1915-18, NGU-ID 1640-050.

- Gruve i Tolga:
  - Vingelen gruve: (1818-1918?) ca. 1723-1804, 1804-05 (Haugianerne), 1805-18 (Folldal Verk), 1822-1835. NGU-ID 436-003.

- Gruve i Os:
  - Fredrik IV's gruve (Vanngrøftgruven): 1707-27, 1870-75, 1890-91 (Os-Hommelvik Kobberverk), 1905-08, NGU-ID 441-005.

- Andre gruver i Holtålen:
  - Fromgruven: (1789-1914?) begrænset drift, privatdrevet 1720-45, Kobberværket 1790, NGU-ID 1644-014.
  - Hersjø: 1670-99, hvoraf privatdrevet 1670-87 og 1693-99, NGU-ID 1644-005.
  - Killingdal gruver: nordre gruve 1677-92, søndre 1791-1809. Drevet av A/S Killingdal Grubeselskap 1891-1986, NGU-ID 1644-011.
  - Kjøli gruve: forsøgsdrift 1766-69. Sporadisk drift af flere selskaber 1773-98, 1857-68, 1895-1919, kommunal drift i 1930- og 1940-erne, NGU-ID 1644-029.
  - Rødhammer gruve: forsøgsdrift 1777-80, 1791, 1818, 1824, NGU-ID 1644-033.
  - Rogngruven: (1774-1908?) 1855-70, NGU-ID 1644-015.
  - Storhøgda: 1777-79 (1909?), NGU-ID 1644-013

- Gruver i Midtre Gauldal:
  - Fløttum gruve: forsøgsdrift 1888-92, 1904-10, 1915-17, NGU-ID 1648-013.

- Gruver i Tydal:
  - Allergot: 1815-35, NGU-ID 1665-007.
  - Grønskard: række miner og skjerp, drevet 1741-72 af Selbu verk, 1801-28 af Kobberværket, NGU-ID 1665-005.
  - Våråviken: forsøgsdrift 1822-24, NGU-ID 1665-009.

- Ikke verificerede:
  - Tufsingdalsgruva: 1712
  - Hesjedalsgruven (Pålsgruven): 1750-1830, 1918
  - Gauldalsgruven: 1774-79, 1915
  - Abrahamsgruve (Jakobs gruve): skjerp
  - Fossgruven (Os): 1808-12, 1906-20
  - Oscar II/Mosenggruven (Os): 1882
  - Mein/Mennagruven (Holtålen): 1883-1890
  - Kårslåtten (Holtålen): 1916-17
  - Storvollen (Holtålen): 1855-70, 1906-09, 1916-18.
- Ikke verifiserte kromgruver:
  - Gjetsjø
  - Gjetberget
  - Rødtjern

## Smeltehytter
Smeltehyttene var essentielle i kobberfremstillingen, her gennemgik kobbermalmen en lang og omstændelig smelteproces, før det færdige produkt, det vil sige kobberbarrer, var klare for eksport. En hensigtsmæssig lokalisering var en afvejning af tilgang på råstoffer som malm, ved/kul og vand(kraft), hvoraf de to først nævnte var mulige at transportere – den sidste ikke. Smeltehytterne blev følgelig altid placerede ved en elv som kilde for vand og kraft.
Røros Kobberverks vigtigste smeltehytte lå ved Hitterelva og bjergstaden voksede op omkring denne. Efter få års drift var imidlertid skoven borte over et stort område rundt bjergstaden. Omkostningerne og arbejdet med at fragte ved og kul til smeltehytten voksede i takt med afstandene, og det blev efterhånden både billigere og enklere at fragte malmen til steder med bedre tilgang på ved og kul. Kobberværket byggede følgelig nye smeltehytter, hvor der fortsat fandtes skov. Driftstiden for disse hytter varierede, enkelte var ude af drift nogen år for så at blive taget i brug igen.
Smeltehytter med driftstid:
- Røros hytte, 1646-1953
- Nøren hytte, 1654-1672
- Galåen hytte, 1660-1671
- Feragen hytte, 1661-1692
- Tolgen hytte, 1670-1871
- Tamlaget hytte, 1659-1690
- Dragås hytte, 1727-1834
- Femundhytten, 1743-1822
- Drevsjømo hytte, 1813-1834
- Lovise hytte, 1748-1879
- Eidet hytte, 1834-1887
- Ormhaugen hytte, 1855-1867